# Chalcedectus septemdentatus
Chalcedectus septemdentatus är en stekelart som först beskrevs av John Obadiah Westwood 1874.  Chalcedectus septemdentatus ingår i släktet Chalcedectus och familjen puppglanssteklar. Inga underarter finns listade i Catalogue of Life.